# Jirlău (okręg Braiła)
Jirlău – wieś w Rumunii, w okręgu Braiła, w gminie Jirlău. W 2011 roku liczyła 3059 mieszkańców.